# 陶硯
陶硯（とうけん）は、陶器で作られた硯である。材質が磁器なら磁硯、瓦器なら瓦硯だが、それらも含めて陶硯と一括することも多い。現代ではあまり用いられないが、硯の歴史の中で石の硯より早く登場し、唐代まで硯の主流であった。中国では唐代、日本では平安時代に石硯にとってかわられ、衰退した。

## 概要
硯の材料として今日もっとも一般的なのは石だが、古い時代には陶器が主流であった。陶硯には、窯ではじめから硯にするために焼かれたものと、甕や食器を整形・研磨して再利用した転用硯がある。どちらの場合でも、陶器の表面そのままでは墨をよく研げないので、ざらつきをなくすため表面を磨く工程があった。
皿のような広いくぼみがあって、そのくぼみを墨を擦る部分（陸）と墨液を溜める部分（海）に分けることが、硯として必須の形状である。陶器は造形の自由度が大きいが、複雑な形では焼き上げ時の破損の可能性が高くなるので、その分だけ高級品として扱われた。上から見た形が円形の円面硯と、風の字の外側に似る風字硯が代表的だが、楕円形、方形、風字、型にはめられない形象など様々な形をとる。脚を付けたものが多く、まれに蓋付きの硯もある。

## 中国
今日みられるような固い墨が現れる以前にも、墨の原料をすりつぶし、水で溶くための容器はあった。手に持つ墨を磨り減らして墨汁を作るという作業のための硯は、漢代の中国で生まれ、早くも石硯、陶硯、銅硯が出そろった。
魏晋南北朝時代には、漢代以来の円形の陶硯に加え、磁器の硯、すなわち磁硯が現れた。磁器であるから釉をかけるが、上面は陶硯同様に磨くのみで釉をかけない。
唐代には風字硯（中国では箕形硯という）が登場し、円面硯とともに多数作られた。しかし、この時代に石製の端渓硯が現れ、擦る性能の良さから最高級品となったことで、装飾重視の高級陶硯は打撃を受けた。石硯の供給不足から陶硯は普及品になった。宋代に石硯が広く普及すると衰退した。

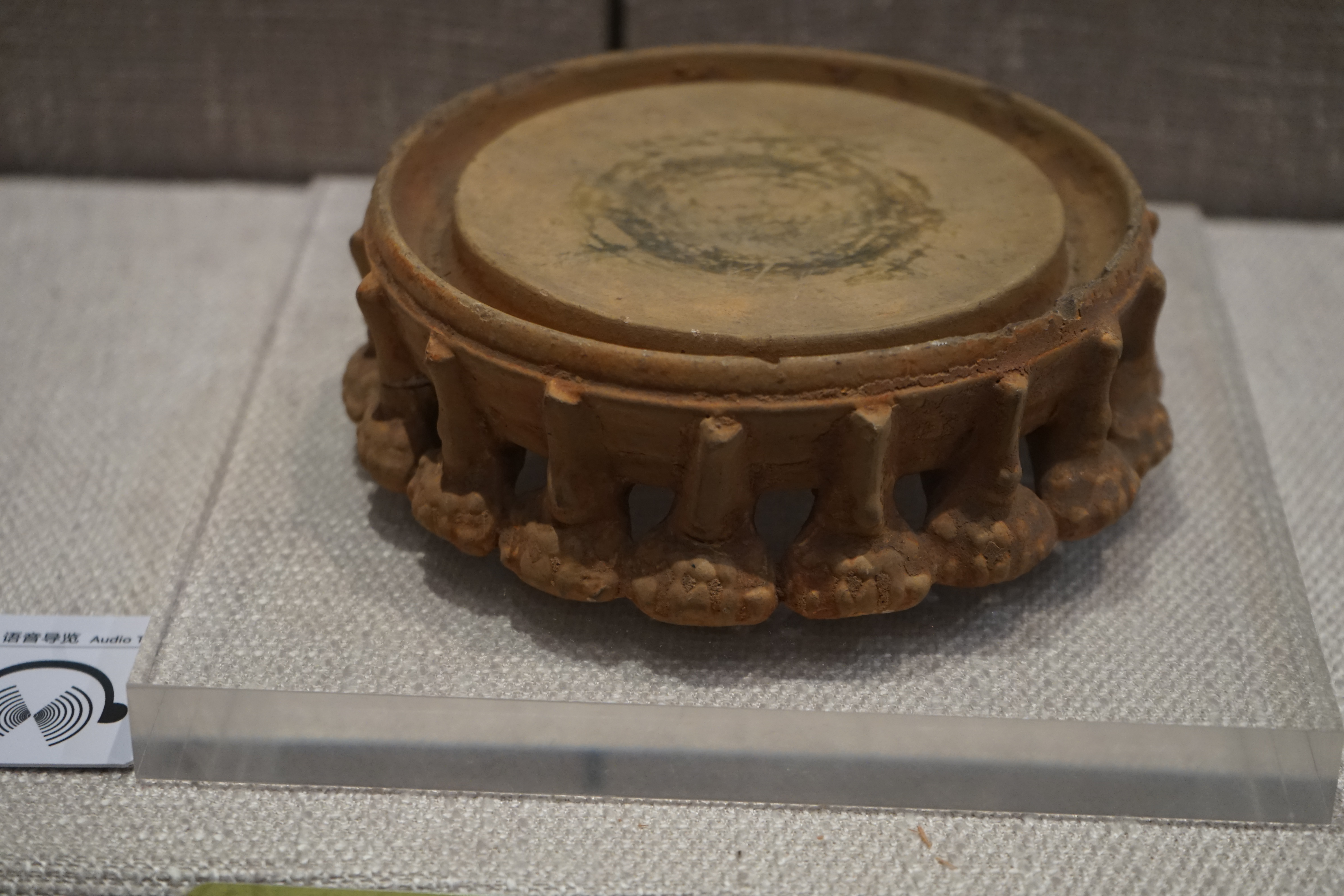
南朝時代の硯 鄂州市鄂州博物館
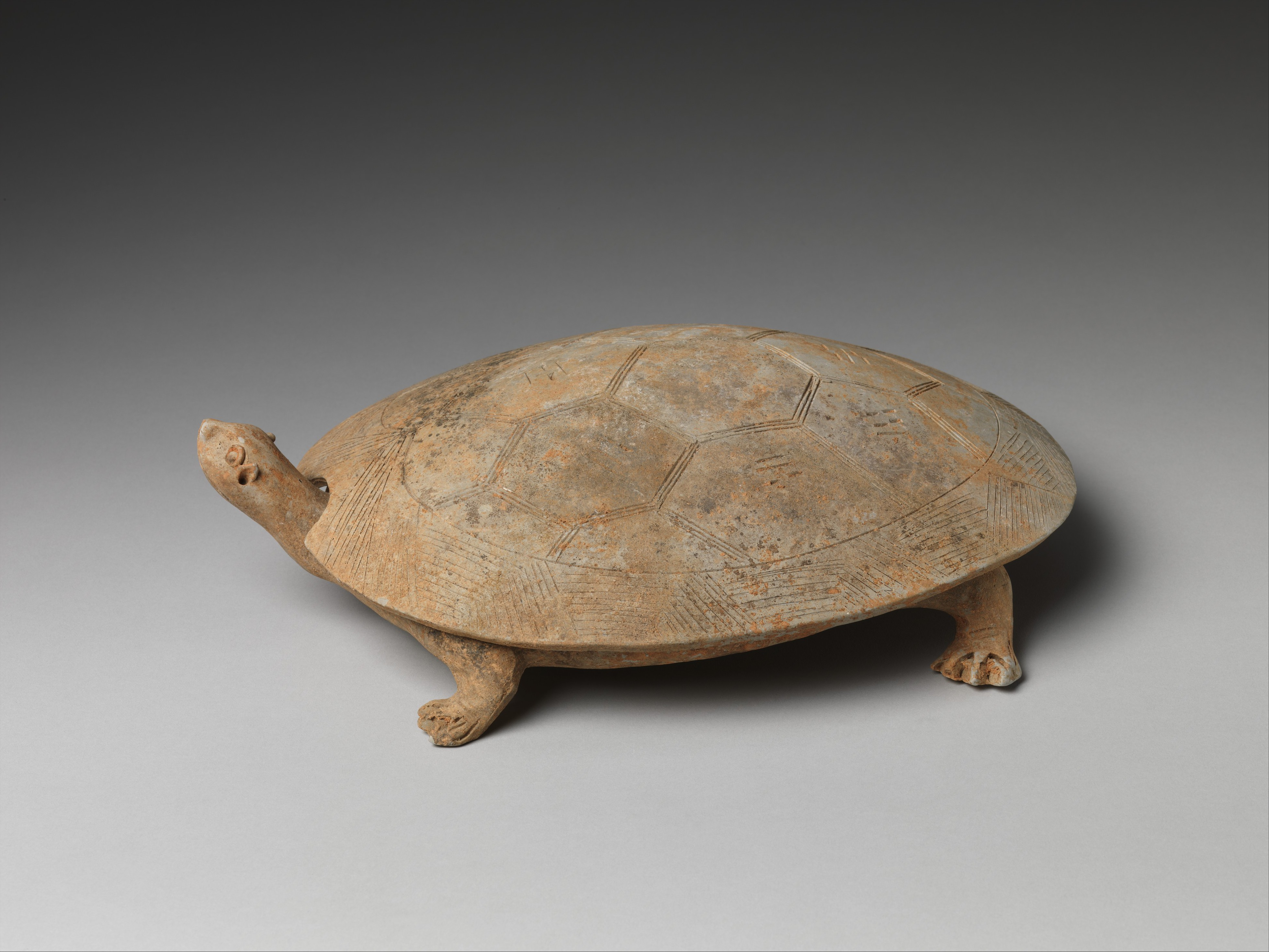
陶龜硯 ニューヨークメトロポリタン美術館

## 日本
硯による筆記の起源は不明だが、陶硯が登場したのは7世紀前半である。現在知られる最古の陶硯は京都市宇治市にあった隼上り瓦窯跡で焼かれたものであった。
転用硯は陶硯の歴史が終わるまで終始日本の硯の多数派であった。専用の陶硯の形は、7世紀には多様だったが、奈良時代には圏脚円面硯が一般的になった。

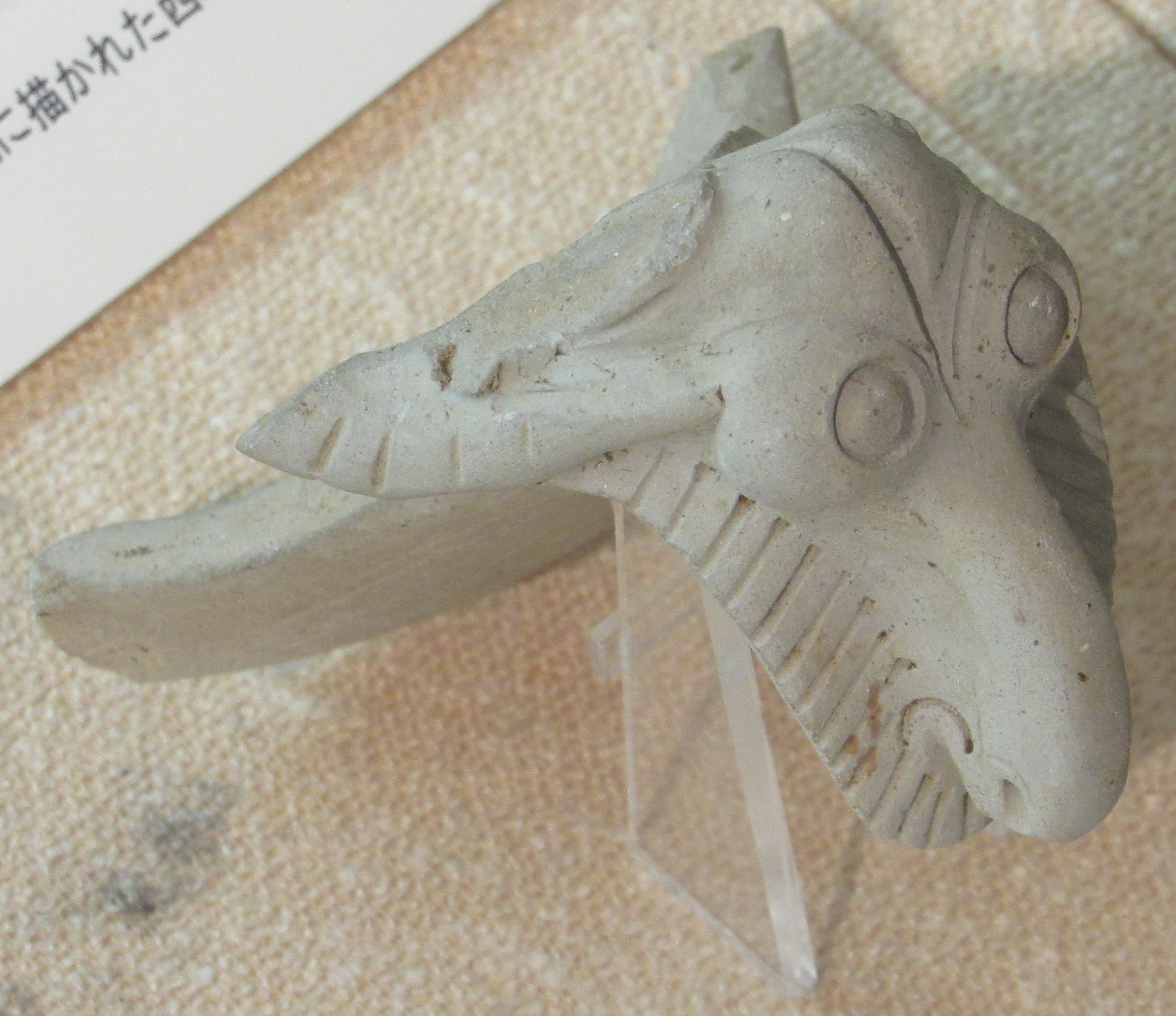
羊形硯（断片） 豊川市三河天平の里資料館所蔵。